# Fausi al-Kawukdschi

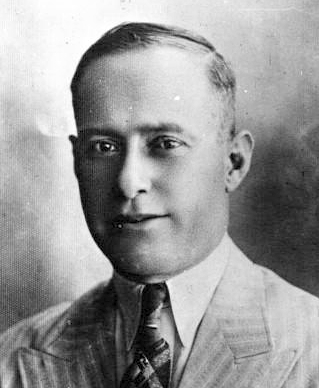
Fausi al-Kawukdschi (1936)

Fausi al-Kawukdschi (* 1890 in Tripoli; † 4. Juli 1977; arabisch فوزي القاوقجي Fawzi al-Qawuqdschi, DMG Fauzī al-Qāwuqǧī, auch Fauzi el Kaoukji) kämpfte zwischen den 1920er und 1940er Jahren als arabischer Nationalist und Militärführer in Syrien und im Irak gegen französische und britische Mandatstruppen sowie in Palästina gegen die Streitkräfte der zionistischen Bewegung.

## Leben
Kawukdschi wurde in Tripoli im damaligen osmanischen Vilâyet Beirut (heute zu Libanon) geboren und war damit Untertan des Sultans des Osmanischen Reiches. Kawukdschi kam aus bescheidenen Verhältnissen und entschied sich für eine Karriere als Offizier. Nach seiner Ausbildung an der Militärakademie in Istanbul kämpfte er 1912 im Italienisch-türkischen Krieg in Libyen. Während des Ersten Weltkriegs diente er vier Jahre als Offizier in der Armee des Osmanischen Reiches. Nach dessen Niederlage teilten Briten und Franzosen die Levante im Sykes-Picot-Abkommen unter sich auf. Er trat in die französische Armee der Levante ein und besuchte die französische Militärschule Saint-Cyr.
1925 brach im neu errichteten Staat Syrien ein Aufstand gegen die französische Mandatsherrschaft aus und Kawukdschi schloss sich Sultan Pascha al-Atrasch an, der gegen die Franzosen kämpfte. Dabei lief er mit seiner Einheit zu den Rebellen über und organisierte einen Aufstand am Standort seiner Einheit der Stadt Hama. Laut eigener Aussage bediente er sich dabei islamischer Symbole, um die Bevölkerung für die Ziele des arabischen Nationalismus zu gewinnen. So nannte er seine Widerstandsgruppe in Hama Hizb Allah (Partei Gottes). Nach einem Bombardement der Stadt durch die Franzosen verließ Kawukdschi die Stadt auf Bitten der örtlichen Notablen.
Später kämpfte er gegen die französische Kolonialmacht in Syrien während des Aufstands von 1925 bis 1927 und gegen die britische Mandatsmacht im Arabischen Aufstand von 1936 bis 1939. Nachdem er in das Königreich Irak exiliert wurde, nahm er 1941 am Militärputsch gegen den dort herrschenden pro-britischen Monarchen Faisal II. teil. Die Putschisten wurden von britischen Streitkräften vertrieben, Kawukdschi fand Asyl im nationalsozialistischen Deutschland. Er heiratete in dritter Ehe eine Deutsche und arbeitete im Folgenden im Offiziersrang als Agent der Wehrmacht für Palästina. Der Islamwissenschaftler Gerhard Höpp hält ihn für eine relativ wichtige Figur bei den Bemühungen der Nationalsozialisten um die Araber.
Nach Kriegsende 1945 blieb Kawukdschi in Berlin und wurde 1946 von sowjetischen Stellen verhaftet. 1947 kam er wieder frei mit der Auflage, die Sowjetische Besatzungszone nicht zu verlassen. Mit französischer Hilfe kam er in den Besitz gefälschter Papiere, die ihm die Ausreise nach Paris ermöglichten. Von dort reiste er im Februar 1947 nach Beirut aus.
Im Dezember 1947 wurde er in Kairo von der Arabischen Liga zum Befehlshaber der Arabischen Befreiungsarmee ernannt, die im Palästinakrieg gegen die Haganah kämpfte. Dabei wurde er vor allem als politisches Gegengewicht zum Großmufti Amin al-Husseini ausgewählt, nicht aufgrund militärischer Fähigkeiten. Nominell war er dem irakischen General Ismail Safwat unterstellt. Seine Taktiken während des Krieges waren aggressiv, aber vollkommen ineffektiv. Er schaffte es nicht, ein einziges wichtiges Gefecht weder gegen jüdische Paramilitärs noch gegen die Israelische Armee zu gewinnen. Er traf auch persönlich Absprachen mit einem Offizier der Hagana und sicherte diesem zu, dass seine 4000 Mann starke Truppe die Truppen des Großmufti nicht unterstützen würde. Die von ihm kommandierten Kräfte wurden am 30. Oktober 1948 von der israelischen Armee im Zuge der Operation Chiram aus Palästina vertrieben.